# Sloveense diaspora
Sloveense diaspora is een term die in de Sloveense literatuur gebruikt wordt voor verschillende emigratiegolven. Het gaat daarbij voornamelijk om de uittocht vanaf het laatste kwart van de 19e eeuw richting de Verenigde Staten en het Duitse Ruhrgebied. Deze stroom komt door de striktere immigratiewetgeving in de Verenigde Staten enerzijds en de economische crisis in West-Europa in de jaren dertig tot stilstand. 
De groep Slovenen, die tegen het eind van de Tweede Wereldoorlog Slovenië moest verlaten wegens daadwerkelijke of vermeende collaboratie wordt eveneens tot de diaspora gerekend, evenwel blijft voor hen ook de term emigracija gereserveerd.
In totaal schat men het aantal emigranten dat tussen het laatste kwart van de 19e eeuw en 1941 vertrok op een derde van de totale bevolking. Hoewel de Sloveense migrantengemeenschappen door hun kleinere aantallen door de omgeving in het algemeen zonder problemen werden geabsorbeerd, gaat het vanuit Sloveens zicht om enorme aantallen die regelmatig als traumatisch worden verklaard.

## Naar Nederland en België
In de Lage Landen kent de Sloveense aanwezigheid een lange geschiedenis. De eerste komst van Slovenen vond plaats in de 15e eeuw, toen deze massaal aan de bedevaarten naar vooral Keulen en Aken deelnamen. Op deze tochten werd ook Maastricht aangedaan, dat vanwege de relikwieën van Servatius van Maastricht een belangrijke plaats innam. Dat het aantal Slovenen, naast Hongaren en Duitsers, groot geweest is, blijkt uit het feit, dat de Slovenen in de dom van Aken een eigen beneficiealtaar onderhielden. De bedevaarten hielden op toen deze ten tijde van keizer Jozef II in de 18e eeuw verboden werden.
Rond 1900 komen vele Slovenen naar de mijnstreek rond Genk en Heerlen. Voor de Nederlands-Limburgse mijnstreek bereikt het aantal Slovenen een piek in het crisisjaar 1931, wanneer hun aantal op circa 4000 geschat wordt. Tot 1926 komen deze mijnwerkers voornamelijk vanuit het Ruhrgebied, na die tijd voornamelijk rechtstreeks uit Slovenië.
De staalindustrie van Luik trekt Slovenen aan, voornamelijk afkomstig uit Pas-de-Calais, Genk en Heerlen.
In dezelfde tijd vindt Slovenië aansluiting bij de massale emigratiegolven vanuit Oost- en Zuid-Europa naar Noord- en Zuid-Amerika. Deze uittocht vindt onder andere plaats via Amsterdam, Antwerpen en vooral Rotterdam.
In de jaren '30 van de 20e eeuw kwam een tijdelijke stroom van Sloveense meiden uit Karinthië op gang naar Amsterdam, die daar als dienstmeid werkten.